# Zavolžje
Zavolžje (rusky Заволжье) je město v Gorodeckém rajónu v Nižněnovgorodské oblasti v Ruské federaci. Město má přibližně 37 tisíc obyvatel.

## Poloha a doprava
Zavolžje leží na pravém, západním břehu Volhy naproti městu Goroděc nedaleko hráze Gorkovské přehradní nádrže.
Ve městě končí 58 kilometrů dlouhá trať z Nižního Novgorodu, správního střediska oblasti, které leží směrem na jihovýchod.

## Dějiny
Zavolžje vzniklo v roce 1948 ze starší vesnice Pestovo jako jedno ze sídlišť pro dělníky pracující na přehradní hrázi. Své jméno dostalo podle toho, že z pohledu města Goroděc leží za Volhou, což je trochu matoucí, protože jménem Zavolží se jinak rovněž označuje oblast naopak na východním břehu Volhy.
V roce 1950 došlo k povýšení na sídlo městského typu a toto datum se také uvádí za oficiální datum vzniku sídla. Městem je od roku 1964. 

### Rodáci
- Arina Averinová (* 1998), gymnastka
- Dina Averinová (* 1998), gymnastka